# مذناب مقون
مِذْناب مَقُون أو أبو دقيق ذنب السنونو (الاسم العلمي Papilio machaon)، فراشة كبيرة القد من فُصيلة المذنابيات. تضم 37 نويعًا. جسمها أسمر اللون. بسطتها لا تقل عن 75 مم. رواشنها إلى الصفرة يعلوها تجذيع وتبقيج وتنميق وتسنيج متراكبة الألوان يكثر فيها الأسود والأطحل والأحمر. روشنها الخلفيان مذنبان. تظهر في أول الربيع. تمتح مكنها على أوراق الجزر والشمار فينقف عن يرقات تعيش على الأوراق فتلتهمها.

## معرض صور

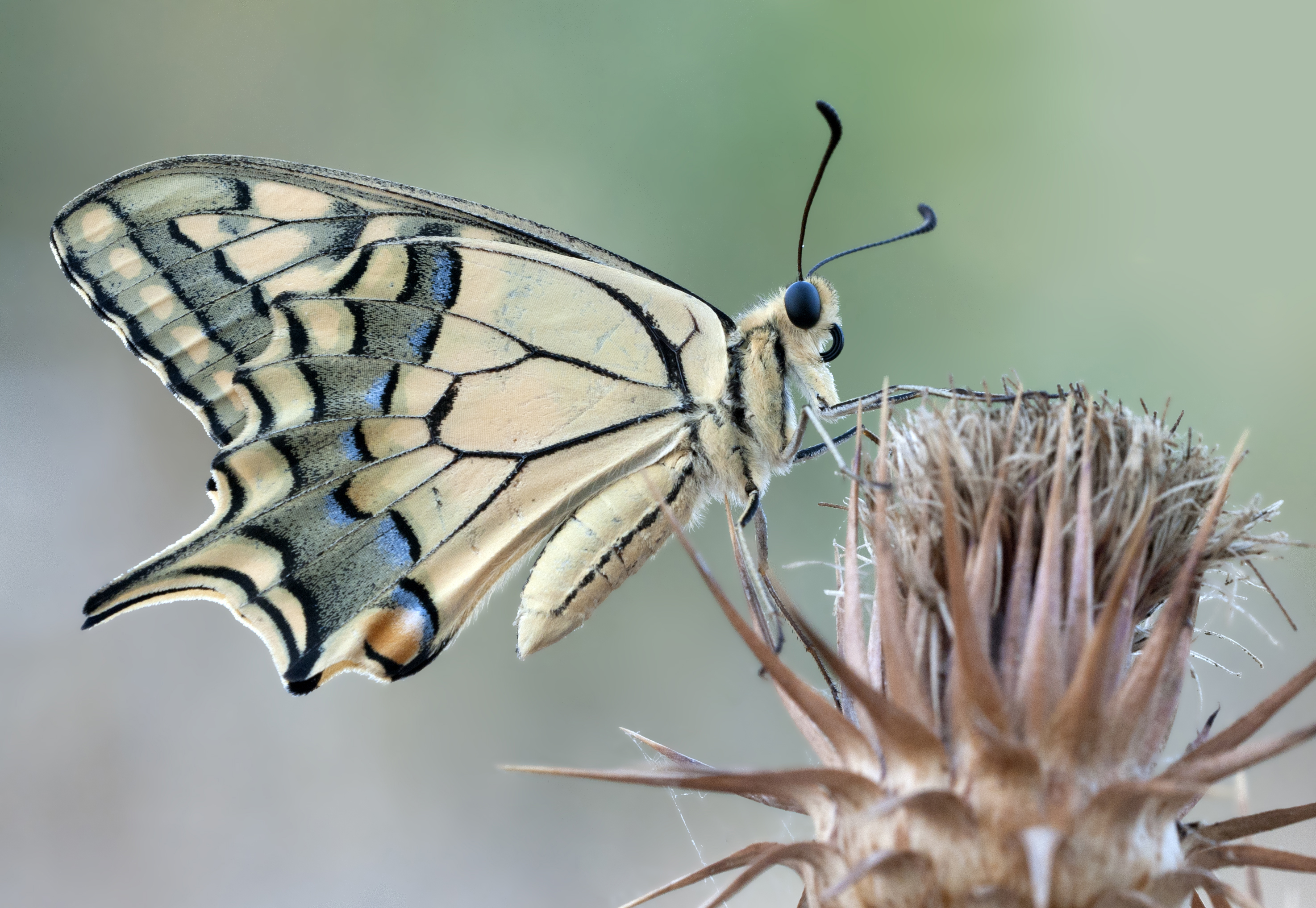
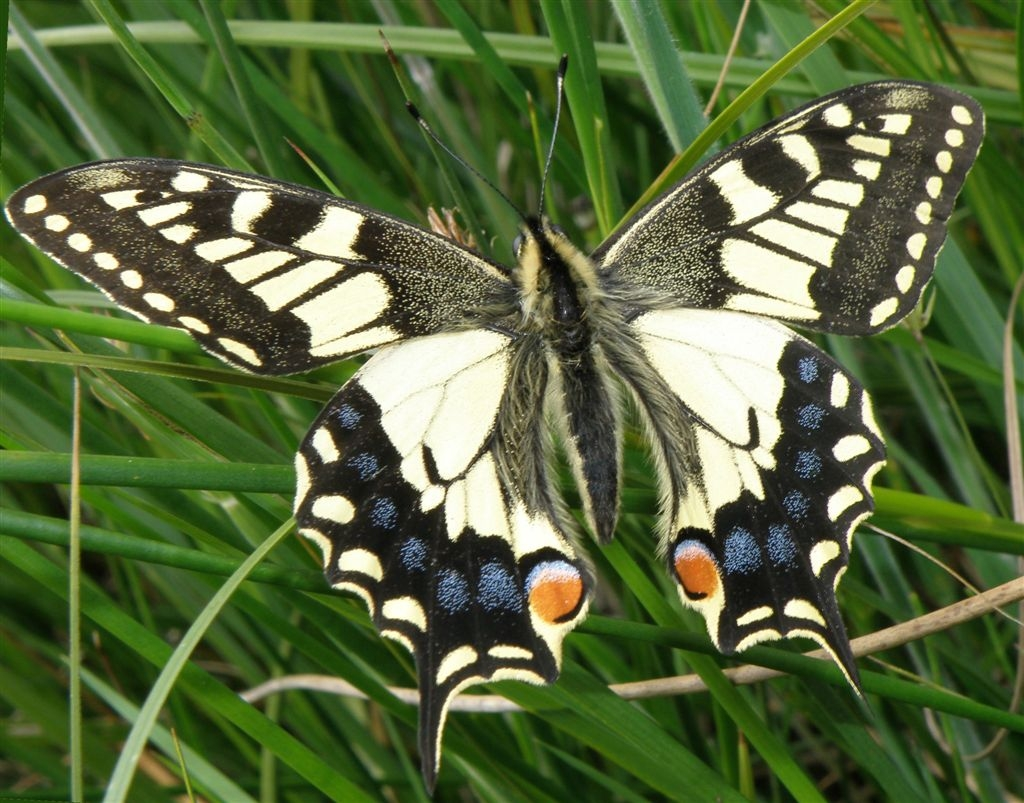
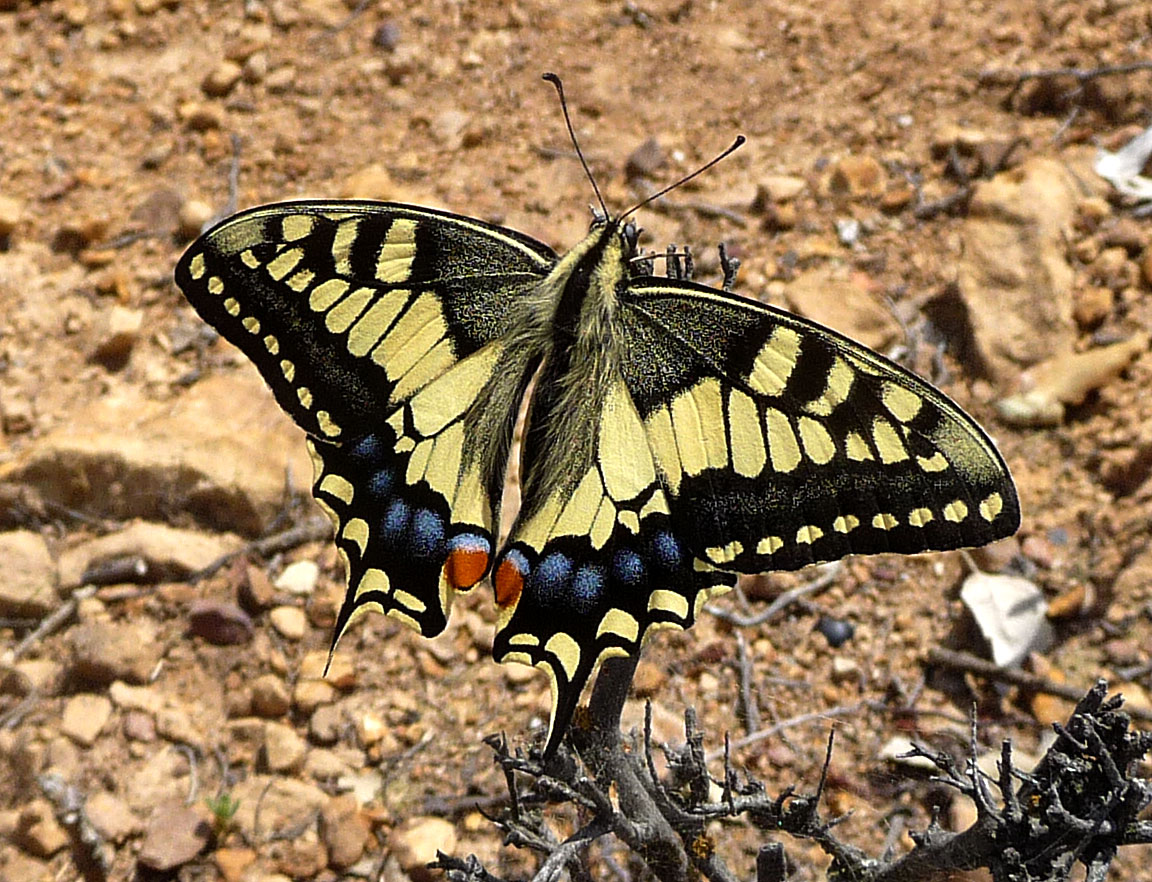
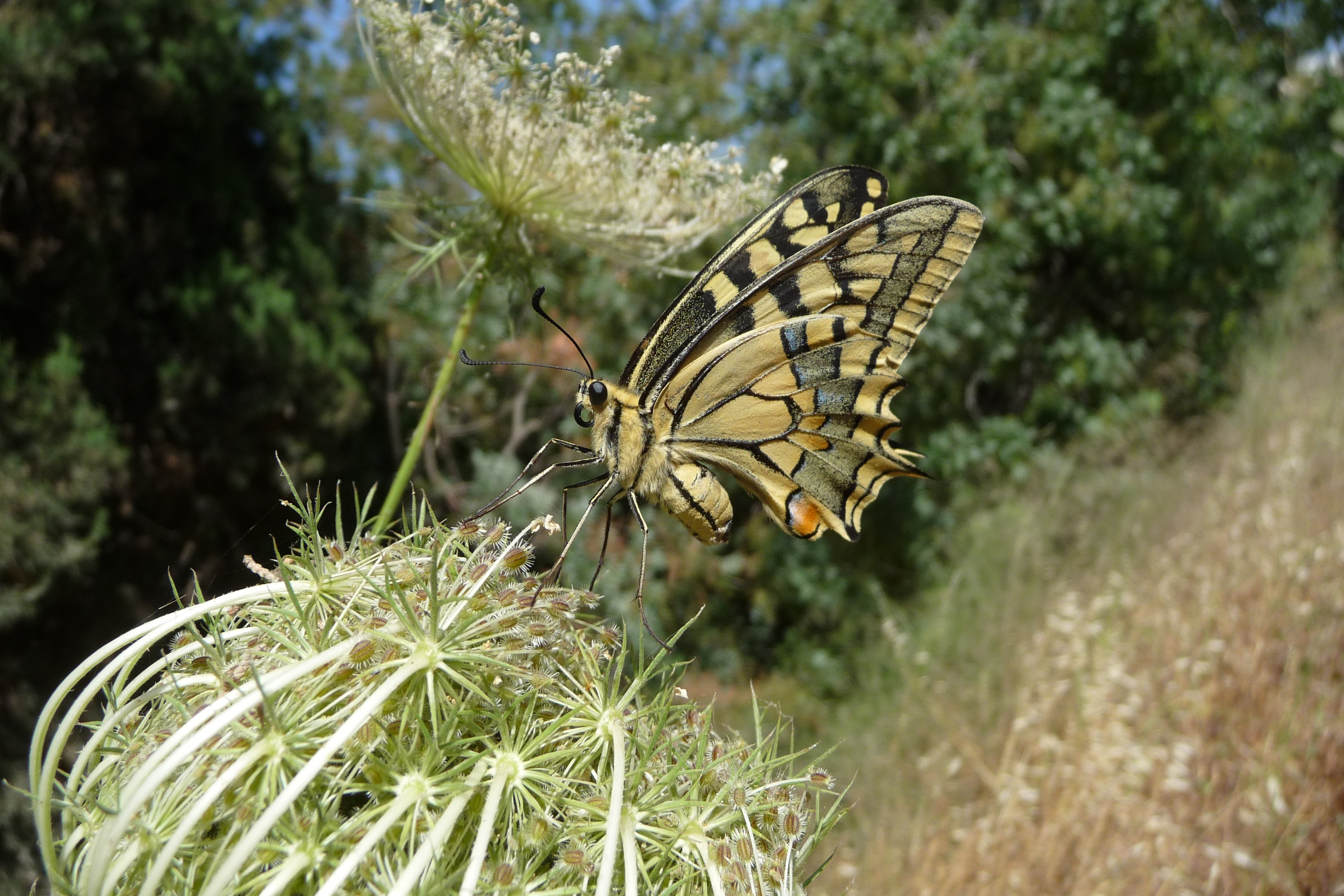
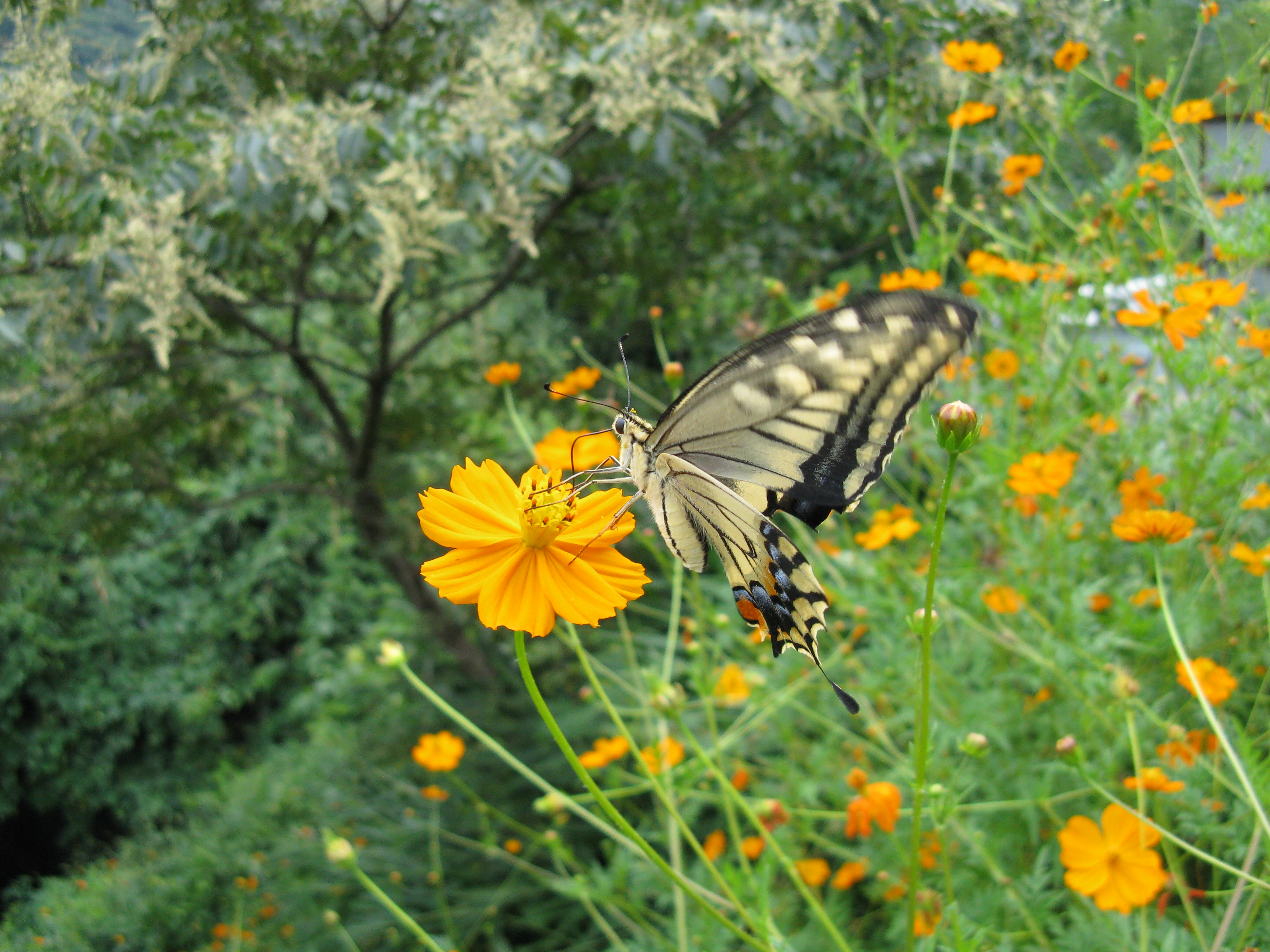